# Nathan Jones (treinador)
Nathan Jason Jones (Blaenrhondda, 28 de maio de 1973) é um treinador de futebol galês que recentemente comandou o Southampton, na Premier League. Também é um ex-jogador, que atuava como lateral-esquerdo ou médio.

## Carreira como Jogador

### Início de Carreira
Jones nasceu em Blaenrhondda, uma pequena vila mineira no Vale de Rhondda, e começou a sua carreira na formação do clube local Cardiff City.
No verão de 1991, Jones foi dispensado pelo Cardiff após completar 18 anos. Jogou em clubes galeses como Maesteg Park, Ton Pentre e, por fim, no Merthyr Tydfil, que competia naFootball Conference (5ª divisão inglesa). Em julho de 1995, após dois anos em Penydarren Park, foi contratado pelo Luton Town, por cerca de 10.000 libras. No entanto, não se adaptou bem ao novo clube, principalmente por "saudades de casa", pelo que se mudou para Espanha - algo que o próprio, anos mais tarde, admitiu não fazer muito sentido -, assinando com o Badajoz, clube da Segunda Divisão, treinado pelo inglês Colin Addison. Em 1995-96, a equipa falhou por pouco a promoção à La Liga, sendo ultrapassada pelo Extremadura pela diferença de 1 golo. Em 1996, Jones assinou pelo Numancia, que competia na Segunda División B, conquistando a subida de divisão na época 1996-1997 através dos play-offs de promoção. Jones refere a sua passagem por Espanha como um período com grande impacto na sua vida e carreira.

### Southend United
Em 1997, Jones regressou a Inglaterra para jogar pelo Southend United, onde passou três épocas, incluindo um curto empréstimo ao Scarborough em 1999, onde fez parte da equipa despromovida graças a um golo memorável de Jimmy Glass pelo Carlisle United.

### Brighton & Hove Albion
Em 2000, Jones assinou pelo Brighton & Hove Albion, onde disputou mais de 150 partidas durante cinco épocas, alcançando três subidas de divisão.

### Yeovil Town
Em 2005, Jones assinou pelo Yeovil Town, onde se estabeleceu como membro-chave da equipa. A sua associação com o clube durou sete anos e incluiu a distinção de ser capitão da equipa em Wembley, na final do play-off da League One de 2007, que terminou numa derrota por 2-0 frente ao Blackpool.
No verão de 2008, Jones iniciou o Nível 3 do curso de formação como treinador da FA, tendo já assumido funções no staff da equipa feminina do Yeovil Town desde novembro de 2007.
A 18 de fevereiro de 2009, Jones foi anunciado como jogador-treinador adjunto do Yeovil, com o companheiro de equipa Terry Skiverton a assumir a função de jogador-treinador. Após Skiverton ser substituído por Gary Johnson, Jones assumiu um papel mais secundário no staff da equipa.
A 1 de junho de 2012, Jones deixou, por consentimento mútuo, o Yeovil Town, após sete anos e 211 partidas pelo clube.

## Carreira como Treinador

### Início de carreira

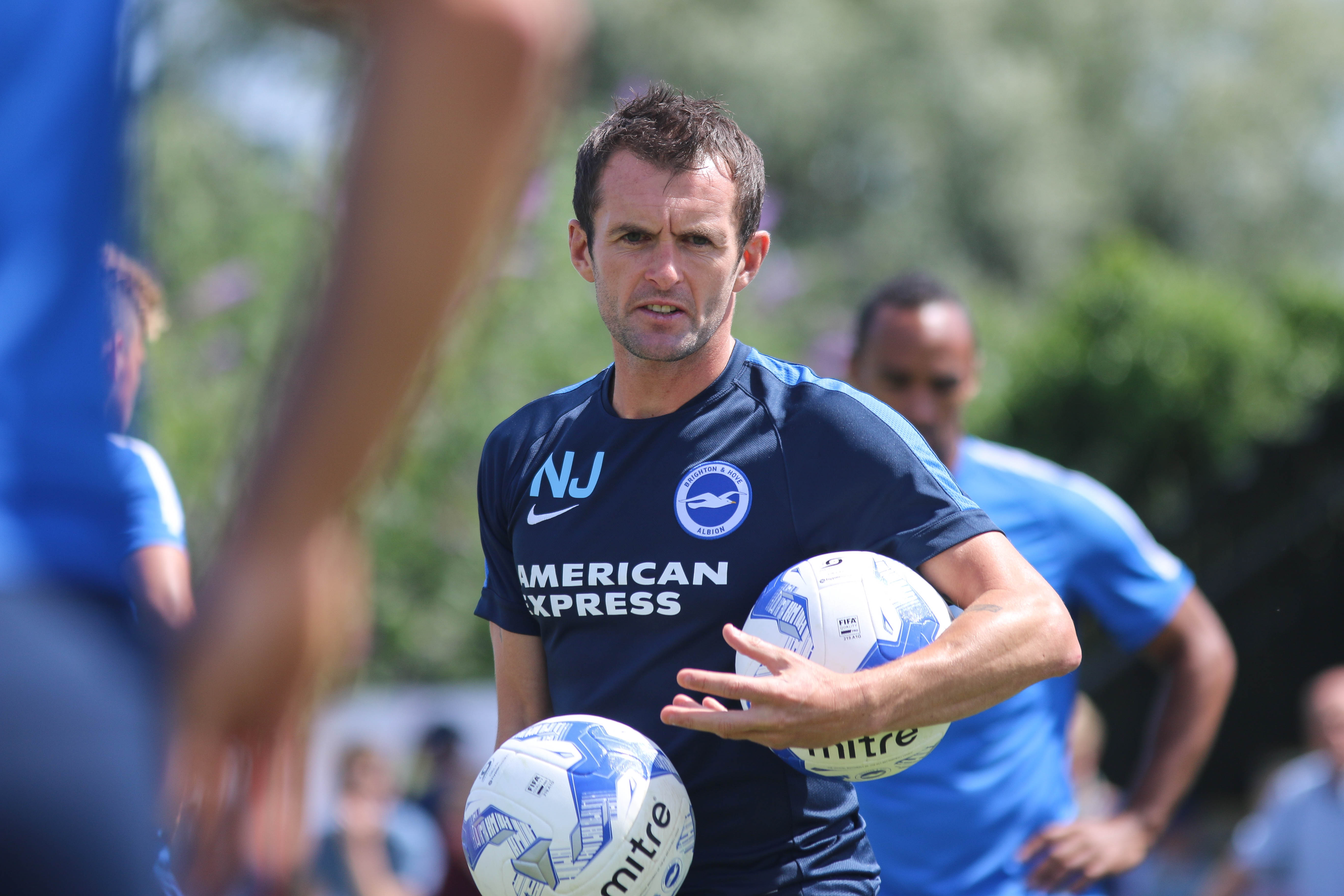
Jones no Brighton & Hove Albion em 2015

A 27 de junho de 2012, Jones foi anunciado como "treinador de desenvolvimento profissional" dos Sub-21 do Charlton Athletic.
A 19 de julho de 2013, Jones foi contratado pelo Brighton & Hove Albion, que competia no Championship, como treinador-adjunto do técnico Óscar García. Após Óscar ser substituído por Sami Hyypiä, Jones mudou de função, mas manteve-se na estrutura técnica da equipa. Após a demissão de Hyypia, a 22 de dezembro de 2014, Jones foi nomeado treinador interino. Após a contratação de Chris Hughton como treinador, a 31 de dezembro de 2014, Jones voltou a assumir o cargo de treinador-adjunto. A 3 de fevereiro de 2015, após a contratação de Colin Calderwood para treinador-adjunto de Hughton, Jones foi novamente removido dessa posição, mas manteve-se na equipa técnica dos seagulls.

### Luton Town
A 6 de janeiro de 2016, Jones abandonou o seu cargo na equipa técnica do Brighton, assinando um contrato de dois anos e meio como treinador do Luton Town, que se encontrava na League Two (4ª divisão inglesa). Com Jones no comando, a equipa venceu 11 das 21 partidas restantes no campeonato, afastando o clube do perigo de despromoção e garantindo o 11º lugar na tabela classificativa.
Na preparação para a época 206-2017, Jones implementou mudanças drásticas no plantel, dispensando 12 jogadores e contratando 8 novos atletas. No campeonato, o Luton passou apenas uma semana fora do Top-7, alcançando ainda a semifinal do EFL Trophy. A 20 de março de 2017, Jones renovou o contrato com o clube por mais três anos e meio. O Luton terminou a temporada 2016–17 em 4º lugar na League Two, falhando a subida de divisão devido a uma derrota por 6–5 (agregado) contra o Blackpool na semifinal do play-off de promoção.
No início da temporada 2017-18, Jones exprimiu o seu desejo de dar o próximo passo e conquistar a promoção à League One, dizendo: "Este ano não há desculpas, não podemos ser ingénuos, não podemos permitir que equipas saquem empates contra nós e nos impeçam de atingir o nosso grande objetivo". No verão, a sua política de transferências baseou-se na contratação de jogadores experientes que já haviam conquistado subidas de divisão, como Alan McCormack, James Collins e Marek Štěch.
O Luton iniciou a época com uma vitória em casa por 8–2 sobre o Yeovil Town - a maior vitória de sempre do clube no 1º jogo de uma temporada. Jones foi nomeado Treinador do Mês da League Two para o mês de Outubro de 2017, tendo o Luton registado 3 vitórias (incluíndo uma vitória por 7-1 sobre o Stevenage), 1 empate e 1 derrota nesse período. No mês seguinte, Jones recebeu novamente o prémio, após o Luton conquistar 3 vitórias em 4 jogos (incluíndo um 7-0 sobre o Cambridge United), marcando 14 golos e assumindo a 1ª posição na tabela. Graças às goleadas frente ao Yeovil, Stevenage e Cambridge, o Luton tornou-se a primeira equipa na história da English Football League a marcar 7 ou mais golos em 3 ocasiões antes do Natal. Além disso, no início de Dezembro, os Hatters eram a equipa inglesa com mais golos em todas as competições, com 63 tentos, 1 mais que o Manchester City, que se encontrava no topo da Premier League. Jones foi nomeado pela terceira vez consecutiva para o prémio de Treinador do Mês, que desta vez foi atribuído a Danny Cowley do Lincoln City. Luton manteve-se no topo da tabela até março de 2018, quando uma derrota em casa por 2-1 frente ao Accrington Stanley os fez cair para o 2º lugar pela primeira vez desde 21 de novembro de 2017. A 21 de abril de 2018, o clube garantiu a subida à League One, pela primeira vez em 10 anos, após um empate fora de casa por 1-1 frente ao Carlisle United. Uma semana depois, garantiram o 2º lugar na League Two, com uma vitória em casa por 3-1 sobre os Forest Green Rovers. Com 4 vitórias e 1 empate no mês de abril, Jones recebeu o prémio de Treinador do Mês pela terceira vez em 2017-18.
Na época 2018-19, a trajetória ascendente do Luton Town de Nathan Jones manteve-se. Em janeiro de 2019, ocupavam o 2º lugar na League One, com o maior nº de golos marcados no campeonato. Nesse mesmo mês, após o Stoke City, do Championship, despedir o técnico Gary Rowett, Jones foi declarado pela mídia como um dos candidatos à vaga. A 9 de janeiro, o Luton anunciou ter dado permissão a Jones para negociar com o Stoke City. A sua saída dos hatters foi confirmada nesse mesmo dia. Jones deixou o Luton como o treinador com a maior proporção de pontos por jogo da história do clube.

### Stoke City
Jones foi oficializado como treinador do Stoke City a 9 de janeiro de 2019, após os Potters pagarem uma compensação de cerca de 1 milhão de libras ao Luton Town. Até ao final da temporada 2018-19, Jones venceu 3 das 21 partidas restantes, com o Stoke a terminar na 16ª posição. Durante a janela de transferências de verão, Jones contratou 10 novos jogadores, querendo construir um plantel à sua imagem. No entanto, em 2018-19, o Stoke teve um início de época negativo, conquistando apenas 1 ponto nos primeiros 6 jogos do campeonato. Jones foi despedido a 1 de novembro de 2019, após a equipa vencer apenas 2 das primeiras 14 partidas da temporada. Apesar do despedimento, Jones mais tarde afirmou não se arrepender de ter deixado o Luton pelo Stoke City.

### Regresso ao Luton Town
A 28 de maio de 2020, quase 18 meses após abandonar o clube, Jones foi novamente anunciado como treinador do Luton Town, substituindo Graeme Jones, que deixara o clube por consentimento mútuo no mês anterior. Na sua primeira conferência de imprensa, Jones confessou "arrependimento" e "remorso" pela forma como havia deixado os Hatters e que esperava reconquistar a confiança dos adeptos. Aquando do seu regresso, o Luton encontrava-se no 23º lugar do Championship, em risco de despromoção para a League One. No entanto, Jones conseguiu liderar o clube até à manutenção, terminando a época em 19º lugar. Na temporada seguinte, 2020-21, o Luton Town de Jones alcançou o 12º lugar com 62 pontos - recorde de pontos do clube na 2ª divisão Inglesa desde 1981-82.
Em janeiro de 2022, Jones assinou um novo contrato com Luton até 2027. A trajetória ascendente do clube manteve-se, terminando em 6º lugar, ou seja, qualificando-se para os play-offs de promoção à Premier League. Embora o clube tenha sido derrotado por 2-1 (agregado) pelo Huddersfield Town na semifinal, Jones foi amplamente reconhecido e elogiado pelo seu trabalho com os Hatters, o que lhe valeu o prémio de Melhor Treinador do Championship em 2021-22.

### Southampton
A 10 de novembro de 2022, Jones foi anunciado como treinador do Southampton, da Premier League, sucedendo a Ralph Hasenhüttl. Assinou um contrato de três anos e meio pelos Saints. O seu primeiro jogo foi uma derrota contra o Liverpool, a 12 de novembro de 2022. A 20 de dezembro de 2022, Jones conquistou a sua primeira vitória pelo Southampton, vencendo o Lincoln City por 2-1 na Taça da Liga. A 14 de janeiro de 2023, Jones venceu o seu primeiro jogo na Premier League, numa vitória por 2-1 sobre o Everton. A 12 de fevereiro de 2023, após uma derrota por 2-1 frente ao Wolves, Jones foi despedido. Deixou o clube após apenas 1 vitória em 8 jogos no campeonato, com os Saints em último lugar na tabela classificativa. Excluindo interinos, foi o treinador com o reinado mais curto da história do Southampton. 

## Vida Pessoal
Nathan Jones é cristão, possuindo várias tatuagens religiosas: mãos em gesto de oração e um crucifixo no seu seu bíceps e antebraço esquerdo, Jesus Cristo no seu bíceps direito e "A Criação de Adão" de Michaelangelo nas costas. Jones não esconde a sua fé, mencionando-a frequentemente em conferência de imprensa.
Jones é bilingue, sendo capaz de falar inglês e espanhol.

## Estatísticas de Carreira

### Jogador
| Clube                  | Temporada         | Campeonato         | Campeonato | Campeonato | Taça  | Taça  | Taça da Liga | Taça da Liga | Outros | Outros | Total | Total |
| Clube                  | Temporada         | Liga               | Jogos      | Golos      | Jogos | Golos | Jogos        | Golos        | Jogos  | Golos  | Jogos | Golos |
| ---------------------- | ----------------- | ------------------ | ---------- | ---------- | ----- | ----- | ------------ | ------------ | ------ | ------ | ----- | ----- |
| Badajoz                | 1995–96           | Segunda División   | 21         | 1          | 0     | 0     | –            | –            | –      | –      | 21    | 1     |
| Numancia               | 1996–97           | Segunda División B | 16         | 0          | 0     | 0     | –            | –            | 2      | 0      | 18    | 0     |
| Southend United        | 1997–98           | Second Division    | 38         | 0          | 4     | 1     | 2            | 0            | 1      | 0      | 45    | 1     |
| Southend United        | 1998–99           | Third Division     | 18         | 0          | 1     | 0     | 2            | 0            | 1      | 0      | 22    | 0     |
| Southend United        | 1999–2000         | Third Division     | 43         | 2          | 1     | 0     | 2            | 0            | 1      | 0      | 47    | 2     |
| Southend United        | Total             | Total              | 99         | 2          | 6     | 1     | 6            | 0            | 3      | 0      | 114   | 3     |
| Scarborough (emp.)     | 1998–99           | Third Division     | 8          | 0          | 0     | 0     | 0            | 0            | 0      | 0      | 8     | 0     |
| Brighton & Hove Albion | 2000–01           | Third Division     | 40         | 4          | 2     | 0     | 2            | 1            | 1      | 0      | 45    | 5     |
| Brighton & Hove Albion | 2001–02           | Second Division    | 36         | 2          | 3     | 0     | 2            | 0            | 2      | 0      | 43    | 2     |
| Brighton & Hove Albion | 2002–03           | First Division     | 28         | 1          | 1     | 0     | 1            | 0            | —      | —      | 30    | 1     |
| Brighton & Hove Albion | 2003–04           | Second Division    | 36         | 0          | 1     | 0     | 2            | 0            | 6      | 0      | 45    | 0     |
| Brighton & Hove Albion | 2004–05           | Championship       | 19         | 0          | 1     | 0     | 0            | 0            | —      | —      | 20    | 0     |
| Brighton & Hove Albion | Total             | Total              | 159        | 7          | 8     | 0     | 7            | 1            | 9      | 0      | 183   | 8     |
| Yeovil Town            | 2005–06           | League One         | 42         | 0          | 3     | 0     | 2            | 0            | 1      | 0      | 48    | 0     |
| Yeovil Town            | 2006–07           | League One         | 42         | 1          | 1     | 0     | 1            | 0            | 3      | 0      | 47    | 1     |
| Yeovil Town            | 2007–08           | League One         | 31         | 1          | 1     | 0     | 1            | 0            | 3      | 0      | 36    | 1     |
| Yeovil Town            | 2008–09           | League One         | 23         | 0          | 2     | 0     | 1            | 0            | 1      | 0      | 27    | 0     |
| Yeovil Town            | 2009–10           | League One         | 17         | 0          | 1     | 0     | 1            | 0            | 0      | 0      | 19    | 0     |
| Yeovil Town            | 2010–11           | League One         | 8          | 0          | 2     | 0     | 1            | 0            | 0      | 0      | 11    | 0     |
| Yeovil Town            | 2011–12           | League One         | 22         | 0          | 0     | 0     | 1            | 0            | 0      | 0      | 23    | 0     |
| Yeovil Town            | Total             | Total              | 185        | 2          | 10    | 0     | 8            | 0            | 8      | 0      | 211   | 2     |
| Total de Carreira      | Total de Carreira | Total de Carreira  | 488        | 12         | 24    | 1     | 21           | 1            | 22     | 0      | 555   | 14    |

1. ↑  Inclui FA Cup
2. ↑  Inclui Taça da Liga Inglesa
3. ↑  Jogos nos play-offs da Segunda División B
4. 1 2 3 4 5 6 7 8  Jogos no EFL Trophy
5. ↑  3 jogos nos play-offs da Second Division, 3 jogos no EFL Trophy
6. ↑  Jogos nos play-offs da League One

### Treinador
- Atualizado até 11 de fevereiro de 2023

| Equipa                            | De                     | A                       | Resultados | Resultados | Resultados | Resultados | Resultados |
| Equipa                            | De                     | A                       | Jogos      | V          | E          | D          | %Vit       |
| --------------------------------- | ---------------------- | ----------------------- | ---------- | ---------- | ---------- | ---------- | ---------- |
| Brighton & Hove Albion (interino) | 22 de dezembro de 2014 | 31 de dezembro de 2014  | 2          | 1          | 1          | 0          | 50.0       |
| Luton Town                        | 6 de janeiro de 2016   | 9 de janeiro de 2019    | 170        | 87         | 46         | 37         | 51.2       |
| Stoke City                        | 9 de janeiro de 2019   | 1 de novembro de 2019   | 38         | 6          | 15         | 017        | 15.8       |
| Luton Town                        | 28 de maio de 2020     | 10 de novembro de 2022  | 133        | 54         | 37         | 42         | 40,6       |
| Southampton                       | 10 de novembro de 2022 | 12 de fevereiro de 2023 | 14         | 5          | 0          | 9          | 35.7       |
| Total                             | Total                  | Total                   | 357        | 153        | 99         | 105        | 42.9       |

## Prémios

### Jogador
Brighton & Hove Albion
- Third Division: 2000–01[76]
- Second Division: 2001–02[77]
- Play-offs da Second Division: 2004[78]

### Treinador
Luton Town
- Vice-campeão da League Two: 2017–18[79]

Individual
- Treinador do Mês da League One: dezembro de 2018[80]
- Treinador do Mês da League Two: outubro de 2017,[37] novembro de 2017,[39] abril de 2018[47]
- Treinador do Ano do Championship: 2021–22[64]